# Дасо Фалкон 50
Дасо Фалкон 50 је француски тромоторни млазни пословни авион, пројектован и направљен седамдесетих година двадесетог века у фирми Дасо.

## Пројектовање и развој
Дасо Фалкон 50 је развијен на бази свог претходника Фалкон 20 који је имао два млазна мотора. Први прототип летео је 7. новембра 1976, а француску пловидбену дозволу добио је 27. фебруара 1979, убрзо затим је уследила и америчка пловидбена дозвола 7. марта 1979.
Авион се производио од 1976 до 2008. године када је последњи авион овог типа испоручен купцу а укупно је произведено 352 авиона овог типа.
Наследници Фалцон-а 50 су Фалкон 7Кс и Фалкон 900 са већим трупом и истим распоредом три мотора.

## Технички опис
Фалкон 50 је нискокрилни путнички авион металне конструкције са три турбо млазна мотора смештена на задњем делу трупа иза путничке кабине.
Труп авиона је кружног попречног пресека монокок конструкције. На почетку трупа се налазила кабина пилота са два седишта једно поред другог, иза пилотске кабине налази се путничка кабина. На почетку путничке кабине са леве стране трупа, налазе се улазна врата у авион која су уједно и степенице. У нивоу крила са обе стране трупа се налазе излази за случај ванредне опасности.
Погонску групу су сачињавала три турбо млазна мотора Garrett TEF 731-3 потиска 16.46 kN сваки.
Конструкција крила је метална а облога од алуминијумског лима закивцима причвршћена за носећу конструкцију. Облик крила је стреласт тј. оса крила је коса у односу на труп авиона. Покретни делови крила (закрилца и елерони) су направљени као алуминијумска конструкција обложена алуминијумским лимом. У унутрашње шупљине крила (кутије) су смештени резервоари са горивом. Крила су опремљена системом против залеђивања.
Стајни трап му је трицикл, предња нога се увлачи у кљун авиона а главне ноге стајног трапа се увлаче у крила авиона.

### Ватијанте авиона
- Фалкон 50 - Основна иницијална варијанта са Хонеивел ТФЕ 731-3-1Ц моторима и опционим помоћним напајањем (АПУ); 252 произведених, а један је послужио као прототип за Фалцон 50ЕКС.
- Фалкон 50ЕКС - Маркетиншки назив за Фалкон 50 са моторима ТФЕ 731-40 ; АПУ инсталиран као стандардна опрема; промене система за управљање кормилом; обновљена авионика; и друга побољшања; Произведено 100, плус један модификован Фалкон 50.

## Оперативно коришћење
Авиони Фалкон 50 је продат у преко 20 земаља и углавном служе за превоз ВИП особа широм света. Авион је и даље активан и лети у великом броју примерака. Југословенска влада је за своје портебе купила два Фалкона 50, 1980 и 1981. године. Када су 1995. обједињене службе војске и владе, сва четири авиона Лирџет и два Фалкона 50 су се нашла у Авио-служби Владе Републике Србије[.